# Cristianos caldeos
Los cristianos caldeos (también conocidos como asirios caldeos, caldeo-asirios, asiro-caldeos y, a veces, keldani; en Siríaco (arameo): ܟܠܕܝܐ, Kaldaye), adherentes de la Iglesia católica caldea, forman parte del pueblo asirio. Cuando se estableció la Iglesia Católica Caldea, su primer patriarca fue proclamado patriarca de "Mosul y Athur" (Nínive y Asiria) el 20 de febrero de 1553 por el Papa Julio III.

## Caldeos en Irak y Turquía
Tal vez el más conocido iraquí católico caldeo fue el ex vice primer ministro de Irak, Tariq Aziz.

## Caldeos en la diáspora
La mayoría de los caldeos en la diáspora viven en Estados Unidos, Canadá, Australia, Europa (Francia, Suecia, Inglaterra, Alemania, Bélgica, España), Rusia, Georgia y en Nueva Zelanda.